# Leibniz-Institut für Gemüse- und Zierpflanzenbau
Das Leibniz-Institut für Gemüse- und Zierpflanzenbau (IGZ) e. V.  ist ein Institut der Leibniz-Gemeinschaft. Das IGZ betreibt pflanzenwissenschaftliche Grundlagenforschung mit Blick auf Anwendungsmöglichkeiten bei Gemüse- und Zierpflanzen und bei der Nutzung pflanzlicher Biodiversität.

## Geschichte

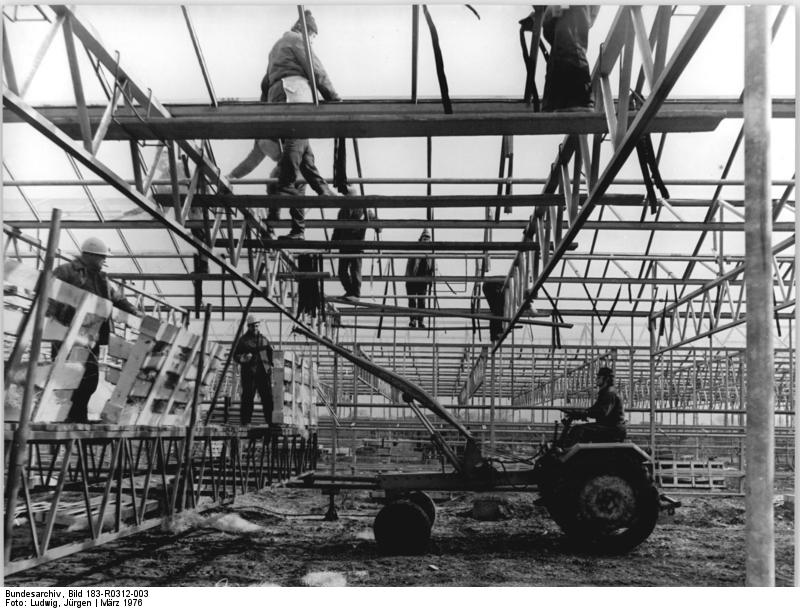
Bau neuer Gewächshäuser 1976 im damaligen VEG Saatzucht-Zierpflanzen Erfurt, Betrieb Mittelhausen

Die Geschichte des Instituts geht auf das Jahr 1924 zurück, als unter der Leitung von Johannes Reinhold die Lehr- und Forschungsanstalt für Gartenbau (LuFa), Berlin-Dahlem, in Großbeeren neue Versuchsfelder und ein Institut zur gartenbaulichen Forschung einrichtete. Bis 1949 war das Institut Bestandteil der Lehr- und Forschungsanstalt.
Mit Gründung der DDR entstand in Großbeeren das Zentralforschungsinstitut für Gemüsebau, das in der Folge zu einem Institut der Akademie der Landwirtschaftswissenschaften der DDR wurde.
Am Standort Erfurt wurde die Abteilung Zierpflanzenforschung des „VEG Saatzucht-Zierpflanzen Erfurt“ der „VVB Saat- und Pflanzgut Quedlinburg“ aufgebaut, die bis 1989 anwendungsorientierte Forschung zur Lösung technischer, pflanzenbaulicher und kulturspezifischer Probleme sowie Entwicklung von Produktionsverfahren und arbeitswirtschaftliche Untersuchungen betrieb.
Nach der Wende wurden 1991 beide Einrichtungen einer Evaluierung durch den Wissenschaftsrat unterzogen. Aufgrund der Empfehlungen des Wissenschaftsrats erfolgte zum 1. Januar 1992 die Neugründung als Institut für Gemüse- und Zierpflanzenbau Großbeeren/Erfurt e. V. und die Aufnahme in die gemeinsame Bund-Länder-Forschungsförderung als Blaue-Liste-Institut. Der Standort Erfurt wurde 2016 aufgegeben und dort im Januar 2019 die Forschungsstelle für Gartenbauliche Kulturpflanzen (FGK) gegründet, die nun mit dem IGZ in Großbeeren kooperiert.

## Aufgaben
Fortschritte in der Grundlagenforschung haben zu spannenden Forschungsfragen und neuen analytischen Methoden geführt, die zum verbesserten Verständnis von Pflanzen und ihren Interaktionen mit der Umwelt beitragen können. Das IGZ trägt zu diesen Fortschritten bei und nutzt sie, um nachhaltige Produktionssysteme im Gartenbau zu entwickeln. Das IGZ strebt Exzellenz in der Gartenbauforschung und in verwandten Bereichen der Natur- und Umweltwissenschaften an.
Das IGZ hat unter anderem das Ziel, eine nachhaltige Entwicklung der Lebensgrundlagen in Ländern und Regionen mit geringen Einkommen und unsicheren Lebensverhältnissen zu fördern. Die Arbeit am Institut ist interdisziplinär und international, und wesentlich von drittmittelfinanzierten Projekten geprägt.
Die Forschungsarbeit des Instituts gliedert sich in fünf Fachabteilungen:
1. FUNCT Funktionelle Pflanzenbiologie (Functional Plant Biology): Ziel der Arbeiten dieses Programmbereichs ist es ein mechanistisches Verständnis pflanzlicher Funktionen auf verschiedenen biologischen Organisationsebenen (von der Zelle bis zum Pflanzenbestand) zu erlangen.
2. MICRO System Pflanze-Mikroorganismen (Plant-Microbe Systems): Dieser Programmbereich analysiert die Beeinflussung gartenbaulicher Kulturen durch Mikroorganismen und die systematische Regulierung mikrobieller Aktivität in der Umwelt durch die Pflanze.
3. BIOINF Genomik und Bioinformatik im Gartenbau: Forschungsaufgabe der Professur und des Programmbereichs BIOINF ist die Etablierung, aber auch die Neuentwicklung von Methoden und Strukturen, um primäre ‚Omics‘-Daten zu speichern, zu prozessieren und diese prozessierten Daten miteinander und mit anderen Daten, z. B. aus dem Humanbereich oder der Ökosystembiologie, zu verknüpfen.
4. QUALITY Pflanzenqualität und Ernährungssicherheit (Plant Quality and Food Security): Die Auswirkung von Pflanzen und pflanzenbasierter Nahrung auf menschliche Ernährung und das menschliche Wohlbefinden sind stark abhängig von Diversität, Zusammensetzung und Qualität von Pflanzen, sowie von sozioökonomischen Faktoren. Dieser Programmbereich studiert diese Interaktionen und Abhängigkeiten aus biologischer, ökologischer und sozioökonomischer Perspektive
5. HORTSYS Gartenbausysteme der Zukunft (Next-Generation Horticultural Systems): Dieser Programmbereich befasst sich mit der nachhaltigen Nutzung gartenbaulicher Kulturen in Anbausystemen, einschließlich der Entwicklung innovativer Managementstrategien zur Adaption an den Klimawandel.

Die wissenschaftliche Fachbibliothek des Instituts verzeichnet einen Bestand von über 60.000 Bücher- und Zeitschriftenbänden sowie sonstigen Publikationen zu den Themen Gartenbau, Biologie, Mikrobiologie, Ökologie, Pflanzenernährung, Pflanzenvermehrung, Pflanzenphysiologie aus dem In- und Ausland.

## Organisation
Das IGZ hat die Rechtsform eines eingetragenen Vereins (eingetragener Verein, e. V.). Die Förderstellen des IGZ sind das Ministerium für Wissenschaft, Forschung und Kultur (MWFK) des Landes Brandenburg und das Bundesministerium für Ernährung und Landwirtschaft (BMEL; jeweils 50 % der institutionellen Mittel). Neue Themen und Projekte werden vom IGZ auf Vorschlag der Mitgliederversammlung, des Wissenschaftlichen Beirats oder von Wissenschaftlern des IGZ auf allen Ebenen verabschiedet, anschließend in den Programmbereichen erörtert und schließlich vom Vorstand verabschiedet. Es werden zudem Forderungen und Empfehlungen für Forschungsthemen, die in der Gartenbaupraxis oder in anderen gesellschaftlichen Gruppen zum Ausdruck kommen, diskutiert und integriert. Institutsmittel für Verbrauchsmaterialien, kleinere Investitionen und Reisekosten werden zu 80 % anhand eines leistungsorientierten Finanzierungssystems und zu 20 % vom wissenschaftlichen Direktor auf der Grundlage strategischer Prioritäten verteilt.
Die Verwaltung unterstützt gemeinsam mit dem Wissenschaftsmanagementteam des IGZ die Wissenschaftler und ermöglicht die Durchführung von Forschungsprojekten auf nationaler und internationaler Ebene. Die Programmbereiche und der Vorstand sind gemeinsam für die Karriereentwicklung des Personals und für die Instandhaltung der Forschungsinfrastruktur verantwortlich.